# Sammy Lee (football)
Pour les articles homonymes, voir Sammy Lee et Lee.
Sammy Lee, né le 7 février 1959 à Liverpool (Angleterre), est un footballeur anglais, qui évoluait au poste de milieu de terrain à Liverpool et en équipe d'Angleterre.
Lee a marqué deux buts lors de ses quatorze sélections avec l'équipe d'Angleterre entre 1983 et 1984.

## Carrière
- 1976-1986 :  Liverpool FC
- 1986-1987 :  Queens Park Rangers
- 1987-1990 :   CA Osasuna
- 1990 :  Southampton FC
- 1990-1991 :  Bolton Wanderers [1],[2]

## Palmarès

### En équipe nationale
- 14 sélections et 2 buts avec l'équipe d'Angleterre entre 1983 et 1984

### Avec Liverpool
- Vainqueur de la Ligue des champions de l'UEFA en 1981 et 1984
- Champion d'Angleterre en 1982, 1983 et 1984
- Vainqueur de la Coupe de la Ligue anglaise en 1981, 1982, 1983 et 1984